# Fischkatze
Die Fischkatze (Prionailurus viverrinus) ist eine wilde Katzenart Südasiens, die vorwiegend in Feuchtgebieten lebt. Seit 2016 wird die Fischkatze in der Roten Liste gefährdeter Arten der IUCN geführt.
Die Fischkatze ist mit der Bengalkatze verwandt, aber deutlich größer.

## Merkmale

Verbreitungsgebiete (grün) der Fischkatze

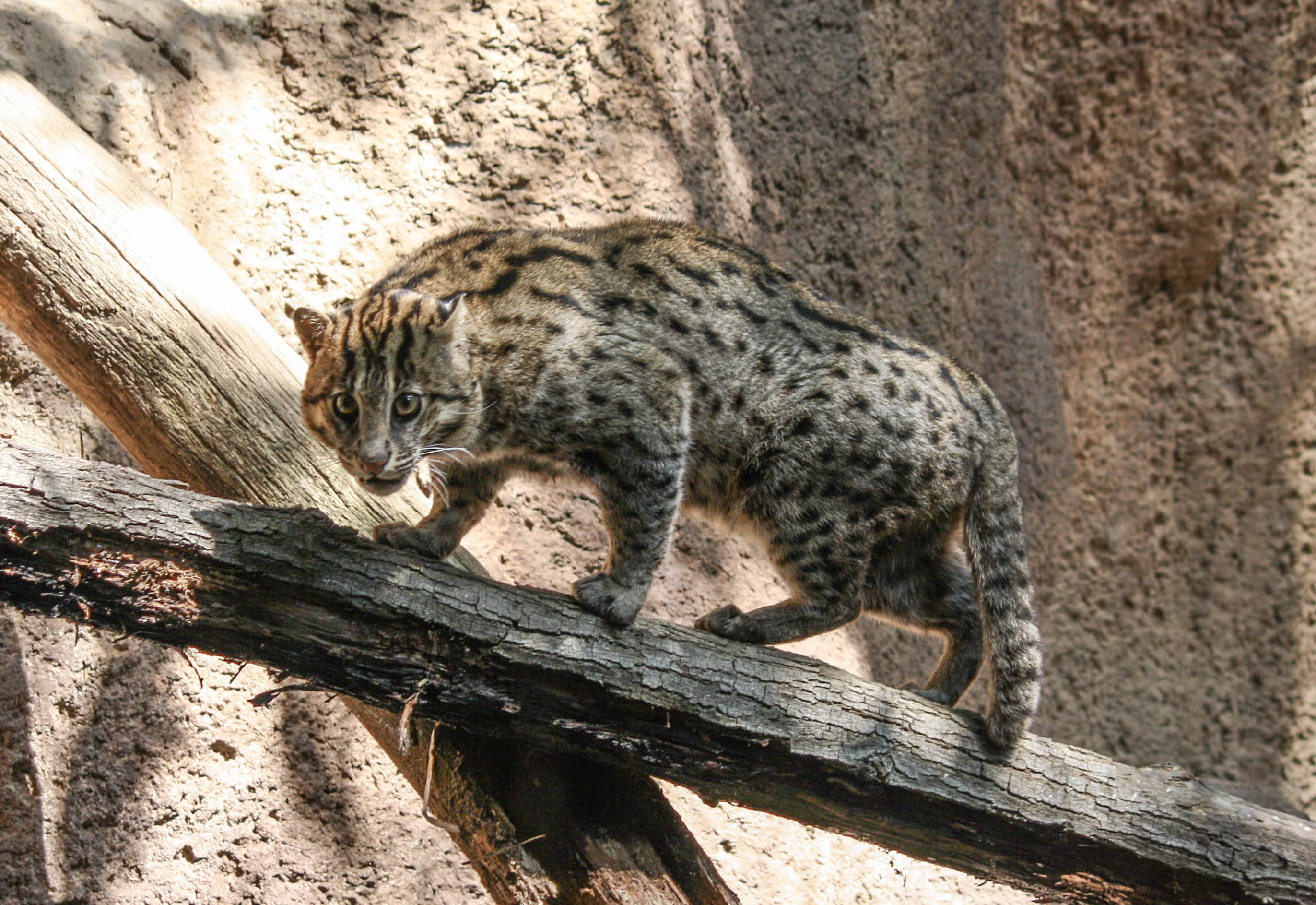
Fischkatze im San Diego Zoo

Das Fell der Fischkatze ist olivgrau mit dunkleren Streifen über den Schultern und im Nacken, die an den Seiten und Beinen in längliche Flecken übergehen. Der Bauch ist weiß. Brust und Kehle sind mit Bändern aus dunklen Flecken versehen. Ihr Kopf ist lang und schmal. Sie kann ihre Krallen nicht vollständig einziehen und hat weniger ausgeprägte Schwimmhäute als die Bengalkatze. Mit einem Körpergewicht von 5–16 kg und einer Kopf-Rumpf-Länge von 57–78 cm ist sie etwa doppelt so groß wie eine Hauskatze. Ihr Schwanz ist mit 20–30 cm relativ kurz. Die Schulterhöhe beträgt etwa 35 cm.
Die durchschnittliche Lebensdauer der Weibchen wird mit 12,6 Jahren, die der Männchen mit 10 Jahren angegeben.

## Verbreitung und Habitat
Das sehr stark fragmentierte Verbreitungsgebiet der Fischkatze erstreckt sich von der Terai-Region im Süden Nepals und Nordosten Indiens über Bangladesch bis nach Sri Lanka, Thailand und Kambodscha. Es gibt aktuelle Nachweise aus Pakistan, aber nicht von der Malaiischen Halbinsel, Sumatra, Laos und Vietnam. 
Auf der Insel Java waren Fischkatzen schon in den 1990er Jahren selten und kamen nur in Mangrovenwäldern im Nordwesten der Insel vor.
Sie bevorzugen die unmittelbare Nähe von Gewässern wie Sümpfe, Seen und sehr langsam fließende Flüsse, nicht aber Flüsse und Bäche mit starken Strömungen.

## Lebensweise
Anders als die meisten Katzen schwimmen Fischkatzen häufig. Auf ihrer Suche nach Beute kauert sie nicht nur am Ufer und holt sich mit einem gezielten Schlag die Fische aus dem Wasser, sondern watet auch häufig auf der Suche nach Krabben und anderem Wassergetier in seichten Gewässern umher oder erbeutet Fische tauchend und schwimmend, außerdem sucht sie das Wasser nach Fröschen, Krebstieren und Wasserschnecken ab. Gelegentlich jagt sie auch an Land und erbeutet dann Mäuse, Vögel und Insekten, selten auch Säugetiere bis zur Größe eines Lamms.

## Bestand und Gefährdung
Der weltweite Bestand der Fischkatze wird auf weniger als 10.000 adulte Tiere geschätzt. Der Bestand ist rückläufig, daher wird die Art als gefährdet (Vulnerable) eingestuft. Die gesamte Population wird als Folge von Habitatverlust um mindestens 30 % kleiner als zu Beginn der 1990er Jahre geschätzt. Die Fischkatze ist im Anhang II des Washingtoner Artenschutzübereinkommens aufgeführt.